# Marin-Gletscher
Der Marin-Gletscher ist ein Gletscher an der Scott-Küste des ostantarktischen Viktorialands. Er fließt in südöstlicher Richtung zur Charcot Cove, die er westlich des Kap Hickey erreicht. 
Der United States Geological Survey kartierte ihn anhand eigener Vermessungen und Luftaufnahmen der United States Navy. Das Advisory Committee on Antarctic Names benannte ihn 1964 nach Bonifacio Marin, einem Maschinisten auf der McMurdo-Station im Jahr 1962. 